# 레바툰
레바툰은 대한민국의 웹툰 작가 레바가 레진코믹스에서 금요일마다 연재하는 웹툰으로, 아마추어 작가였던 레바의 프로 웹툰작가 데뷔작이다.

## 역사
레바툰은 원래 레바가 2008년부터 자신의 블로그에 연재하던 만화였다. 하지만 레진코믹스에서 연재 제의가 들어오게 되었고, 2015년 2월부터 레진에서 연재되기 시작했다.
2020년부터 프랑스와 미국에 수출되었다.

## 연재 형식
레바툰은 시놉시스 구성을 따르며 레바의 일상과 개그툰의 두가지 방식으로 이루어져 있다. 레바의 경험담을 제외한 개그챕터 각각의 스토리는 거의 이어지지 않는다. 